# Thibault de Montbrial
Pour les articles homonymes, voir Montbrial.
Thibault de Montbrial, né le 1er septembre 1968 à Paris, est un avocat français, président du CRSI.

## Biographie

### Jeunesse et études
Thibault de Montbrial est le fils de Thierry et Marie-Christine de Montbrial.
Il est titulaire d'une licence de droit et d'une maîtrise de droit international et européen de l'université Paris II - Assas ainsi que d'un DESS en droit européen des affaires de l'université Paris V - René Descartes.

### Parcours professionnel
Thibault de Montbrial devient avocat le 6 janvier 1995. Il est dans un premier temps un collaborateur pénaliste de Jean-Pierre Mignard et de Francis Teitgen, avant de créer son propre cabinet en octobre 1998,.
Il enseigne la légitime défense en droit français dans les écoles de police ainsi qu'au DU Sécurité intérieure de l'université de Lorraine. Il a aussi enseigné dans le master 2 de droit pénal à l'université de Versailles – Saint-Quentin-en-Yvelines.
Thibault de Montbrial a servi au 6e RPiMa et a été parachutiste de réserve,.
En 2019, il devient lieutenant-colonel de la réserve opérationnelle de la Gendarmerie nationale,.
À l'été 2023, il rejoint le « comité stratégique » du média Livre noir.

### Centre de réflexion sur la sécurité intérieure (CRSI)
Le 20 janvier 2015, Thibault de Montbrial fonde le Centre de réflexion sur la sécurité intérieure (CRSI) sous la forme d'une association loi 1901. L'ancien juge antiterroriste Marc Trévidic est membre de son comité d'honneur. Le CRSI se présente comme un think thank ayant pour objectif de « permettre aux différents professionnels concernés ainsi plus généralement qu’à toutes les personnes intéressées, de se rencontrer et d’échanger ». Il souhaite aussi « permettre de contribuer au débat public et politique sur les questions de sécurité intérieure en proposant des analyses et en apportant des propositions opérationnelles concrètes »[source secondaire nécessaire]. Plusieurs propositions du CRSI sont reprises dans le Livre blanc de la sécurité publié en novembre 2019, notamment au sujet de la modification de la formation des policiers.
Le CRSI bénéficie en 2024 d'un financement du projet Périclès de Pierre-Édouard Stérin.

## Affaires

### Faux électeurs du5earrondissement
Il est intervenu dans le dossier des faux électeurs du 5e arrondissement.

### Menaces de mort
Selon un article publié sur le site OWNI le 24 mars 2011, une information judiciaire est ouverte au sujet de menaces de mort reçues par Thibault de Montbrial, en octobre 2010. L'article précise que la brigade criminelle a arrêté l'auteur de ces menaces. Elle le soupçonne d'avoir agi pour le compte du clan Ben Ali car l'avocat défend plusieurs victimes de persécutions par l'ancien pouvoir tunisien.

### Affaire Dominique Strauss-Kahn
Le 23 juin 2011, Le Figaro annonce sa nomination, par l’avocat new-yorkais, Kenneth Thompson, pour représenter en France les intérêts de sa cliente Nafissatou Diallo, victime de Dominique Strauss-Kahn,. Dans ce cadre, il s'interroge sur la question centrale et nouvelle de « l'avocat-enquêteur ». Le 27 juillet 2011, après qu'il a rencontré le bâtonnier à cet effet, le barreau de Paris juge conforme à la déontologie la mission de l'avocat chargé de trouver en France d'éventuelles victimes de Dominique Strauss-Kahn,,,,.

### Affaires industrielles
En janvier 2011, il est devenu l'avocat — dans le cadre de l'affaire Renault — de Matthieu Tenenbaum, responsable du programme « voiture électrique » du constructeur,,. Il a également travaillé sur les dossiers de l'affaire des frégates de Taïwan, l'affaire Elf, ou Matra/Thompson.
Il a été l'avocat de Jean-Louis Gergorin, vice-président d'EADS impliqué dans l'affaire Clearstream 2,,.
En février 2013, il défend Bruno Deffains, professeur d’économie à l'université Paris II - Assas. Free Mobile ayant déposé une plainte au civil pour dénigrement à l’encontre de cet universitaire et obtenu de pouvoir faire inspecter son ordinateur afin d’y trouver des preuves d’une éventuelle connivence avec ses concurrents, à la suite d'un article publié dans Les Échos. Bruno Deffains estimait que : « l’arrivée du fournisseur d'accès à internet sur le marché de la téléphonie mobile et sa politique de prix bas mèneraient, in fine, à la destruction de 55 000 emplois en deux ans ». Montbrial a dénoncé un « terrorisme intellectuel » utilisé par l’opérateur et déclaré que « cette façon d’attaquer les chercheurs ou les journalistes, dans le seul but d’empêcher tout débat autour de sujets leur déplaisant, constitue un viol de la liberté d’expression. »
En septembre 2015, il défend Sophie Coignard contre Henri Proglio, ancien président de Veolia et d’EDF, après la plainte déposée contre le livre L'Oligarchie des incapables. Jean-Pierre Mignard, l'avocat d'Henri Proglio, décide de se désister avant l'audience. Il attaque le Studio Canal, producteur du film de Stephen Frears, The Program, qui traite du dopage de Lance Armstrong et de l'enquête journalistique l'ayant révélé. Selon Montbrial, « les éditions La Martinière, auxquelles les auteurs avaient cédé leurs droits de reproduction audiovisuelle, se retrouvent totalement dépossédées d’une enquête qu’elles ont financée », le travail de Pierre Ballester étant, lui, occulté.
En février 2018, il représente EDF lors du procès contre Greenpeace à Thionville à la suite de l'intrusion de militants à la centrale nucléaire de Cattenom. Il s'agit de la première condamnation de l'association écologiste comme personne morale pour l'intrusion sur un site nucléaire.

### Défense de policiers, gendarmes et militaires
Thibault de Montbrial est l'un des principaux avocats des forces de sécurité intérieure.
En février 2012, il représente le syndicat d'officiers de police Synergie-Officiers contre le site Copwatch,.
Il prend la défense des familles des deux policiers de la BAC tués le 21 février 2013 par un chauffard sur le périphérique parisien.
Le 26 septembre 2016, il assiste le policier de la BAC frappé par le défenseur du PSG Serge Aurier. Devant la 30e chambre correctionnelle, Thibault de Montbrial déclare : « Monsieur Aurier est quelqu'un de très suivi sur les réseaux sociaux, sur Twitter, sur Periscope », « quand il vient dire - j'ai été victime de violences policières -, ça a un impact sur la population. On ne peut pas faire et raconter n'importe quoi quand on est une personnalité publique. »
Depuis 2019, il défend la famille du colonel Arnaud Beltrame, tué lors d’un attentat terroriste à Trèbes en 2018.
En 2020, il défend les deux policiers inculpés dans l'affaire Cédric Chouviat.
En 2021, il est l’avocat de la famille du policier Xavier Jugelé, assassiné le 20 avril 2017 lors de l'attentat contre un fourgon de police sur les Champs-Élysées.
Il représente aussi la famille de Jessica Schneider, policière assassinée en même temps que son compagnon policier Jean-Baptiste Salvaing lors de l'attaque de Magnanville. Le 6 octobre 2023, il est menacé de mort lors du procès par Charaf-Din Aberouz, témoin de la défense et frère de l'unique accusé. Le 14 octobre 2023, Charaf-Din Aberouz est arrêté par la BRI à Limay, puis placé en garde à vue par des enquêteurs de la 1re DPJ. Thibault de Montbrial annonce son intention de porter plainte contre ce dernier.

### Autres affaires
Il est l'avocat de Bruno Roussel, directeur sportif de l'équipe cycliste Festina, pendant l'affaire Festina, d'un mercenaire de Bob Denard (procès des Comores en 2006) et de familles des pompiers de Neuilly décédés en 2002. Il est intervenu dans le procès de l'évasion de la figure du grand banditisme Antonio Ferrara.
Depuis 2011, il représente Sylvie Uderzo, la fille d'Albert Uderzo, pour abus de faiblesse envers le dessinateur par des personnes de son entourage. À l'automne 2010, Sylvie Uderzo aurait appris par son père qu'elle serait déshéritée et que les bénéficiaires des assurances-vie avaient été changés.
Il défend également l'entraîneur de l'équipe de gymnastique des sapeurs-pompiers dont l'un des membres a accusé, en mai 2012, ses collègues de viol lors d'un bizutage. Le 25 août 2012, il révèle au Journal du dimanche l'annulation d'une perquisition prévue contre Lance Armstrong sur le Tour de France 2005,. En octobre 2012, il défend des douaniers de l'aéroport de Paris-Charles-de-Gaulle accusés de vol de bagages. En novembre 2012, il défend la victime d'El Hadji Diouf, homme politique sénégalais, accusé de viol.
En 2014, il fait condamner le magazine Marianne, qui avait publié des extraits d’un rapport du CNRS fin 2010, selon lequel les thèses de doctorat des frères Bogdanov n’avaient « pas de valeur scientifique » et se félicite de la « sévérité exemplaire » du jugement, qui « remet les pendules à l’heure, y compris par ricochet contre le CNRS ». Au mois d'août, il défend Nathalie Koah, l'ancienne compagne de Samuel Eto'o.
En avril 2015, il défend Frédérique Dumas, l'ancienne patronne de la filiale cinéma Orange Studio et ex-Studio 37, pour licenciement abusif, contre plusieurs dirigeants dont Christine Albanel, Elie Girard et Stéphane Richard (en tant que complice).
En 2017, il devient l'avocat de Valérie Pécresse, après les révélations du livre Bienvenue Place Beauvau.

## Controverses et prises de positions

### Questions de sécurité intérieure
Aux côtés du juge Marc Trévidic et du spécialiste du terrorisme Jean-Charles Brisard, il prône un durcissement de la législation sur le terrorisme contre les djihadistes français,,,,,.
Il participe à la fondation du Centre d'analyse du terrorisme et, enfin, de l'Institut Mirabeau, think tank de chercheurs et juristes entendant promouvoir une définition plus large de la légitime défense. Dans son ouvrage Le sursaut ou le chaos, il écrit que « la France est en guerre avec l'islam radical sunnite qui veut faire régner un califat sur la plus grande partie possible de la planète ». Il s'oppose notamment à ce radicalisme qui, selon lui, a « astucieusement importé d'Iran le concept d'islamophobie. Celui-ci permet de soustraire l'islam à tout droit de critique pourtant parfaitement légitime dans une société démocratique et par ailleurs de victimiser les membres de la communauté musulmane avec comme conséquences de resserrer encore les mailles du filet communautariste ».
Après les attentats du 13 novembre 2015 en France, il confirme son diagnostic : « La France est sortie de 70 ans de paix ». Il considère notamment que la classe politique en est l'une des grandes responsables, coupable de « quarante années de renoncement ».
Depuis 2014, il écrit régulièrement des tribunes dans Le Figaro sur les sujets de sécurité intérieure, domaine où, selon les médias, il conseille plusieurs personnalités politiques.
Dans la presse, Thibault de Montbrial prône une politique d’autorité devant être menée sur « deux jambes », à la fois par les ministères de l'Intérieur et de la Justice.

### Engagement politique
En 2022, après avoir été « conseiller sécurité » de Valérie Pécresse lors de l’élection présidentielle, Thibault de Montbrial est candidat sous l’étiquette LR aux élections législatives dans le département des Yvelines (6ᵉ circonscription),. Arrivé en troisième position avec 17,73 % des suffrages, il est éliminé à l’issue du premier tour.
Selon La Lettre, en 2024, l'avocat structure son think tank, le CRSI, et cultive son réseau politique au sein de la droite, « de Darmanin à Zemmour » afin de « peser dans le débat public ».

## Publications
- Le Sursaut ou le chaos, Paris, éditions Plon, coll. « Tribune Libre », 2015, 311 p. (ISBN 978-2-259-23056-8)
- Osons l'autorité, éditions de l'Observatoire, 2020, 304 p.  (ISBN 979-1032914403)